# Хрещате (Чернігівський район)
Хреща́те — село в Україні, у Кіптівській сільській громаді Чернігівського району Чернігівської області. До 2020 центр сільської ради. Населення становить 834 особи.
На північний захід від села розташований Сосинський гідрологічний заказник.

## Історія
Офіційний рік заснування — 1709, однак у переписній книзі Малоросійського приказу (1666) згадується село Хрещатово. У ньому було 45 дворів: 23 «селянські» (19 волів та 7 коней) та 22 «ґрунтові» без тяглової худоби. У книзі перелічено 45 дорослих чоловіків та вдів поіменно.
Універсал київського полковника Антона Танського 1709 року підтверджував дарування храму 65 десятин землі:

Панъ Илья Жила, судья полку кіевского, просилъ насъ о конфирмацію на ґрунта зовоміе напрасниковскіе, дуброви, лѣса, гаи, поля, сѣножати, сколько ихъ есть, въ положеню коло села Хрещатаго лежачіе, небожчикомъ отцем его з давнихъ лѣтъ чрезъ власную куплю набитіе; которіе онъ дуброволне на церкви бежественніе, именно часть едину на храмъ всемірнаго воздвиженія креста Господня въ селѣ Хрещатомъ знайдуючійся, а двѣ части на церковь успенія пресв. Богородицы в селѣ Медвѣдовци обрѣтаючуюся, з побожности своей поотдавалъ. Яковому его папа судіи прошенію послѣдуя, боголюбивому тому учинку давши у себе мѣсце, сей нашъ видаемъ универсалъ…

1742 року писали: «церковь животворящаго креста с. Хрещатого къ обветшалости приходить начала». 1743 року було освячено відновлений храм. 1770 року було 1530 прихожан.
У січні 1894 року в селі від дифтерії померло 20 осіб. Протягом 1892—1893 років у селі також було багато випадків захворювань на дифтерію.
5 лютого 1965 року Указом Президії Верховної Ради Української РСР передано сільради Носівського району: Патютинську, Пилятинську, Ставиську та Хрещатенську — до складу Козелецького району.
12 червня 2020 року, відповідно до розпорядження Кабінету Міністрів України № 730-р від «Про визначення адміністративних центрів та затвердження територій територіальних громад Чернігівської області», село увійшло до складу Кіптівської сільської громади.
17 липня 2020 року, в результаті адміністративно-територіальної реформи та ліквідації Козелецького району, село увійшло до складу Чернігівського району

## Політика

### Парламентські вибори, 2019
На позачергових парламентських виборах 2019 року у селі функціонувала окрема виборча дільниця № 740306, розташована у приміщенні сільської ради.
Результати
- зареєстровано 575 виборців, явка 63,65%, найбільше голосів віддано за «Слугу народу» — 30,23%, за Радикальну партію Олега Ляшка — 24,58%, за Всеукраїнське об'єднання «Батьківщина» — 17,51%[9]. В одномандатному окрузі найбільше голосів отримав Борис Приходько (самовисування) — 52,79%, за Сергія Коровченка (самовисування) — 15,36%, за Олега Дмитренка (самовисування) — 10,89%[10].

## Населення

### Мова
Розподіл населення за рідною мовою за даними перепису 2001 року:
| Мова            | Кількість | Відсоток |
| --------------- | --------- | -------- |
| українська      | 1186      | 99.58%   |
| російська       | 3         | 0.26%    |
| вірменська      | 1         | 0.08%    |
| інші/не вказали | 1         | 0.08%    |
| Усього          | 1191      | 100%     |

## Пам'ятки
- Братська могила[d] 9 учасників громадянської війни, вбитих куркулями у 1918р.; радянських воїнів, які загинули у вересні 1943р. при звільненні села;
- Пам'ятний знак[d] 271 воїну-односельчанину, який загинув в 1941-1945рр.;

## Відомі люди
В селі народився Журба Кузьма Тимофійович (1922–1982) — український поет.